# Sistema de producció Toyota
El Toyota Production System (TPS) és un sistema sociotècnic integrat, desenvolupat per Toyota, que inclou la seva filosofia i pràctiques de gestió. El TPS és un sistema de gestió que organitza la fabricació i la logística per al fabricant d'automòbils, inclosa la interacció amb proveïdors i clients. El sistema és un gran precursor de la més genèrica " lean manufacturing ". Taiichi Ohno i Eiji Toyoda, enginyers industrials japonesos, van desenvolupar el sistema entre 1948 i 1975.
Originalment anomenada " producció just a temps ", es basa en l'enfocament creat pel fundador de Toyota, Sakichi Toyoda, el seu fill Kiichiro Toyoda i l'enginyer Taiichi Ohno. Els principis subjacents al TPS estan plasmats a The Toyota Way.

Il·lustració gràfica de la casa del Toyota Production System (TPS).

## Metes
Els objectius principals del TPS són dissenyar la sobrecàrrega (muri) i la inconsistència (mura) i eliminar els residus (muda). Els efectes més significatius sobre el lliurament del valor del procés s'aconsegueixen dissenyant un procés capaç d'oferir els resultats requerits sense problemes; dissenyant "mura" (incoherència). També és fonamental garantir que el procés sigui tan flexible com sigui necessari sense estrès ni "muri" (sobrecàrrega) ja que això genera "muda" (residus). Finalment les millores tàctiques de reducció de residus o l'eliminació de muda són molt valuoses. Hi ha vuit tipus de muda que s'aborden al TPS:
1. Residus de sobreproducció (residus més grans)
2. Pèrdua de temps a mà (espera)
3. Residus de transport
4. Residus del propi processament
5. Malbaratament de l'excés d'inventari
6. Malbaratament de moviment
7. Residus de fabricació de productes defectuosos
8. Residus de treballadors infrautilitzats

## Concepte
Toyota Motor Corporation va publicar una descripció oficial de TPS per primera vegada el 1992; aquest llibret va ser revisat el 1998. En el pròleg es deia: "El TPS és un marc per a la conservació de recursos mitjançant l'eliminació de residus. Les persones que participen en el sistema aprenen a identificar despeses de material, esforç i temps que no generen valor per als clients i a més hem evitat un ' El fulletó no és un manual, sinó que és una visió general dels conceptes subjacents al nostre sistema de producció. un compromís amb un canvi positiu". TPS es basa en dos pilars conceptuals principals:
1. Just a temps - que significa "Fer només el que es necessita, només quan es necessita i només en la quantitat que es necessita"
2. Jidoka - (Autonomització) que significa "Automatització amb un toc humà"

Toyota ha desenvolupat diverses eines per traslladar aquests conceptes a la pràctica i aplicar-los a requisits i condicions concrets de l'empresa i del negoci.

## Orígens
Toyota ha estat reconegut des de fa temps com un líder en la indústria de fabricació i producció d'automòbils.
Toyota va rebre la seva inspiració per al sistema, no de la indústria de l'automòbil nord-americana (en aquella època la més gran del món amb diferència), sinó de visitar un supermercat. La idea de la producció just-in-time va ser originada per Kiichiro Toyoda, fundador de Toyota. La pregunta era com implementar la idea. En llegir les descripcions dels supermercats nord-americans, Ohno va veure el supermercat com el model del que estava intentant aconseguir a la fàbrica. Un client d'un supermercat treu de la prestatgeria la quantitat desitjada de mercaderies i les compra. La botiga reabasteix el prestatge amb prou producte nou per omplir l'espai del prestatge. De la mateixa manera, un centre de treball que necessitava peces aniria a un "prestatatge" (el punt d'emmagatzematge d'inventari) per a la peça en concret i "compraria" (retiraria) la quantitat que necessitava, i el "prestatge" seria "reprovisionat" per el centre de treball que va produir la peça, fent només prou per substituir l'inventari que havia estat retirat.
Tot i que els baixos nivells d'inventari són un resultat clau del sistema, un element important de la filosofia que hi ha darrere del seu sistema és treballar de manera intel·ligent i eliminar els residus de manera que només calgui un inventari mínim. Moltes empreses occidentals, després d'haver observat les fàbriques de Toyota, es van proposar atacar directament els alts nivells d'inventari sense entendre què va fer possible aquestes reduccions. L'acte d'imitar sense comprendre el concepte o la motivació subjacent pot haver portat al fracàs d'aquests projectes.

## Principis
Els principis subjacents, anomenats Toyota Way, han estat esbossats per Toyota de la següent manera:

### Millora contínua
- Repte (Formem una visió a llarg termini, afrontant els reptes amb coratge i creativitat per fer realitat els nostres somnis).
- Kaizen (Millorem contínuament les nostres operacions empresarials, sempre impulsant la innovació i l'evolució.)
- Genchi Genbutsu (Vés a la font per trobar els fets per prendre decisions correctes.)

### Respecte per les persones
- Respecte (respectem els altres, fem tot el possible per entendre'ns, assumim la responsabilitat i fem tot el possible per generar confiança mútua.)
- Treball en equip (Estimulam el creixement personal i professional, compartim les oportunitats de desenvolupament i maximitzem el rendiment individual i d'equip.)

## Terminologia d'ús habitual
- Andon (行灯) (un gran tauler il·luminat que s'utilitza per alertar els supervisors del pis d'un problema en una estació específica. Literalment: rètol)
- Chaku-Chaku (着々 o 着着) (Càrrega de càrrega)
- Gemba (現場) (el lloc real, el lloc on es fa el treball real; in situ)
- Genchi Genbutsu (現地現物) (Ves a veure't tu mateix)
- Hansei (反省) (auto-reflexió)
- Heijunka (平準化) (Suavització de la producció)
- Jidoka (自働化) (Autonomació - automatització amb intel·ligència humana)
- Just a temps (ジャストインタイム) (JIT)
- Kaizen (改善) (millora contínua)
- Kanban (看板, també かんばん) (signe, fitxa)
- Supermercat de fabricació on tots els components estan disponibles per ser retirats per un procés
- Muda (無駄, també ムダ) (malbaratament)
- Mura (斑 o ムラ) (desnivell)
- Muri (無理) (sobrecàrrega)
- Nemawashi (根回し) (establir les bases, construir consens, literalment: recórrer les arrels)
- Obeya (大部屋) (reunió del gerent. Literalment: sala gran, sala de guerra, sala del consell)
- Poka-yoke (ポカヨケ) (fail-safing, bulletproofing - per evitar (yokeru ) errors inadvertits (poka )
- Seibi (per preparar)
- Seiri (整理) (Ordena, elimina tot el que no sigui necessari.)
- Seiton (整頓) (Organitzar)
- Seiso (清掃) (netejar i inspeccionar)
- Seiketsu (清潔) (estandarditzar)
- Shitsuke (躾) (sostenir)